# Adaptacja pracownika
Adaptacja pracownika – element w procesie zarządzania zasobami ludzkimi, która następuje po etapie selekcji (doboru). Jest to etap wprowadzania do zakładu pracy nowo zatrudnionej osoby, poprzez zapoznanie jej z organizacją i wdrożeniem do zadań zakładu, jak również z osobami, które w danej firmie pracują.
Podstawowym celem jest jak najszybsze i bezkonfliktowe włączenie nowego pracownika do organizacji w pracy, co skutkuje osiąganiem przez niego wysokiej wydajności. Nowi pracownicy w zakładzie, mimo że niekiedy posiadają dużą wiedzę i doświadczenie zawodowe, nie są w stanie od razu pracować tak efektywnie jak „nieco starsi pracownicy”. Wynika to z różnic organizacyjnych w poprzednim zakładzie, od systemu oceniania poszczególnych pracowników. Bardzo często dużą przeszkodą może być stres jaki towarzyszy w czasie zmiany pracy i otoczenia.
Aby proces ten przebiegał szybko i sprawnie należy zapoznawać nowego pracownika z celami, organizacją, historią zakładu czy firmy, jego kulturą organizacyjną oraz przedstawić ogólne zasady pracy. W tym celu należy udostępnić w szerszym zakresie środki potrzebne do realizacji zadań przed nim postawionych, dokładnie określić jakie zadania przed nim stoją i czego się od niego oczekuje.
W pierwszym najtrudniejszym okresie należy ustalić opiekuna, który czuwałby nad całościowym procesem adaptacyjnym, aby służył mu pomocą w razie wątpliwości. Do zadań opiekuna należałoby przedstawienie regulaminu panującego w zakładzie, zapoznanie go z innymi współpracownikami, ze strukturą organizacyjną poprzez ustalenie zakresu współpracy z grupą i w grupie.
Do ważnych zadań przy adaptacji pracownika należy zapoznanie z możliwościami, jakie stwarza firma w celu podwyższania kwalifikacji swoim pracownikom poprzez kursy, szkolenia, przedstawienie ścieżki kariery zawodowej.
Niewłaściwe przeprowadzenie całego procesu adaptacji pracownika, czy też grupy pracowników lub rezygnacja z tego etapu prowadzi do wielu zjawisk negatywnych. Skutkiem takim jest spadek efektywności w pracy i brak motywacji, która w efekcie powoduje niejednokrotnie o odejściu z pracy.
Efekty takich błędów w procesie samej adaptacji pracownika mogą się odbić na wyniku finansowym organizacji.